# Слыш, Вячеслав Иванович
Вячесла́в Ива́нович Слыш (1935—2008) — астроном, лауреат премии имени Ф. А. Бредихина (1995).

## Биография
Родился 19 ноября 1935 года в Харькове.
В 1959 году окончил Московский энергетический институт, и до 1960 года работал инженером в Физическом институте АН СССР, в 1960—1961 годах — инженером на предприятия п/я № 320 (сейчас это НПО автоматики имени академика Н. А. Семихатова, Екатеринбург).
С 1961 по 1962 годы — аспирант Института земного магнетизма, ионосферы и распространения радиоволн АН СССР, затем — перевод в аспирантуру МГУ (1962—1964 годы).
С 1962 по 1968 годы — работа младшим научным сотрудником в Государственном астрономическом институте имени П. К. Штернберга МГУ.
С 1968 по 1990 годы — заведующий лабораторией, затем — руководитель отдела Института космических исследований АН СССР.
В 1977 году — защита докторской диссертации.
С 1990 года и до конца жизни — заместитель директора Астрофизического центра Физического института имени П. Н. Лебедева РАН.
В 1997 году был избран членом-корреспондентом РАН по Отделению общей физики и астрономии (специальность «Астрономия»).
Являлся членом Научного совета РАН, членом Международного и Европейского астрономических союзов.
Автор свыше двухсот научных статей.
Умер 22 сентября 2008 года. Похоронен на Хованском кладбище Москвы (Центральная территория, уч. № 146).

### Научная деятельность
Вячеслав Слыш предложил методику определения размеров источников синхротронного излучения (в научной литературе получила название «формула Слыша»), предсказал существование компактных радиоисточников, связанных с квазарами и активными ядрами галактик. Показал возможность существования ультракомпактных ядер с яркостной температурой, значительно превосходящей синхрокомптоновский предел для нестационарных источников.
Провел первые исследования низкочастотного радиоизлучения Солнца и Галактики с помощью межпланетных автоматических межпланетных станций «Венера», «Марс», «Луна-11» и «Луна-12», в результате которых была выявлена роль ионизованного газа Галактики в формировании её синхротронного спектра.
В этих экспериментах были впервые зарегистрированы низкочастотные всплески солнечного радиоизлучения, связанные с выходом потоков энергичных частиц и ударных волн из короны в межпланетную среду. В результате исследований радиоизлучения межзвездных молекул гидроксила, воды, формальдегида и метанола было обнаружено большое количество источников мазерного излучения в Галактике, связанных с областями рождения новых звёзд.
Им было показано, что мазеры, связанные с областями звёздообразования, в частности мазеры в линиях межзвёздного гидроксила, расположены в недрах молекулярных облаков. Он провёл обширные обзоры Галактики с целью поисков новых мазеров метанола, в результате которых открыто около 100 новых мазеров.
Слыш стал одним из инициаторов и участников создания «РТ-70» — нового полноповоротного радиотелескопа миллиметрового и субмиллиметрового диапазонов волн диаметром 70 метров на территории Международной радиоастрономической обсерватории «Суффа», расположенной на одноимённом плато в Джизакской области Узбекистана.

## Награды
Премия имени Ф. А. Бредихина (1995) — за цикл работ «Открытие новых метанольных мазеров»